# Avcon Jet
Avcon Jet ist eine österreichische Privatfluggesellschaft mit Sitz in Wien. Das Unternehmen zählt zu den größten Geschäftsfluggesellschaften in Europa.
Avcon Jet wurde 2007 gegründet und bietet vorrangig Charterflüge und Management von Geschäftsreiseflugzeugen an. Darüber hinaus werden An- und Verkauf von Flugzeugen angeboten sowie Luftfahrt Consulting und Instandhaltung von Luftfahrzeugen. Im Jahr 2024 operiert Avcon Jet weltweit über 100 Privatjets, beschäftigt über 600 Mitarbeiter und erwirtschaftete einen Umsatz von über 250 Millionen Euro. Das Unternehmen hat 14 Standorte in Europa, Asien und Afrika.
Avcon Jet hält Luftverkehrsbetreiberzeugnisse für Österreich, Malta, San Marino, Südafrika, die Vereinigten Arabischen Emirate und die USA. Ebenso hält Avcon Jet private Registrierungen auf Aruba, den Britischen Jungferninseln, den Kaimaninseln und der Isle of Man.

## Flotte
Die Flotte von Avcon Jet besteht mit Stand Dezember 2024 aus über 100 Geschäftsreiseflugzeugen folgender Typen:

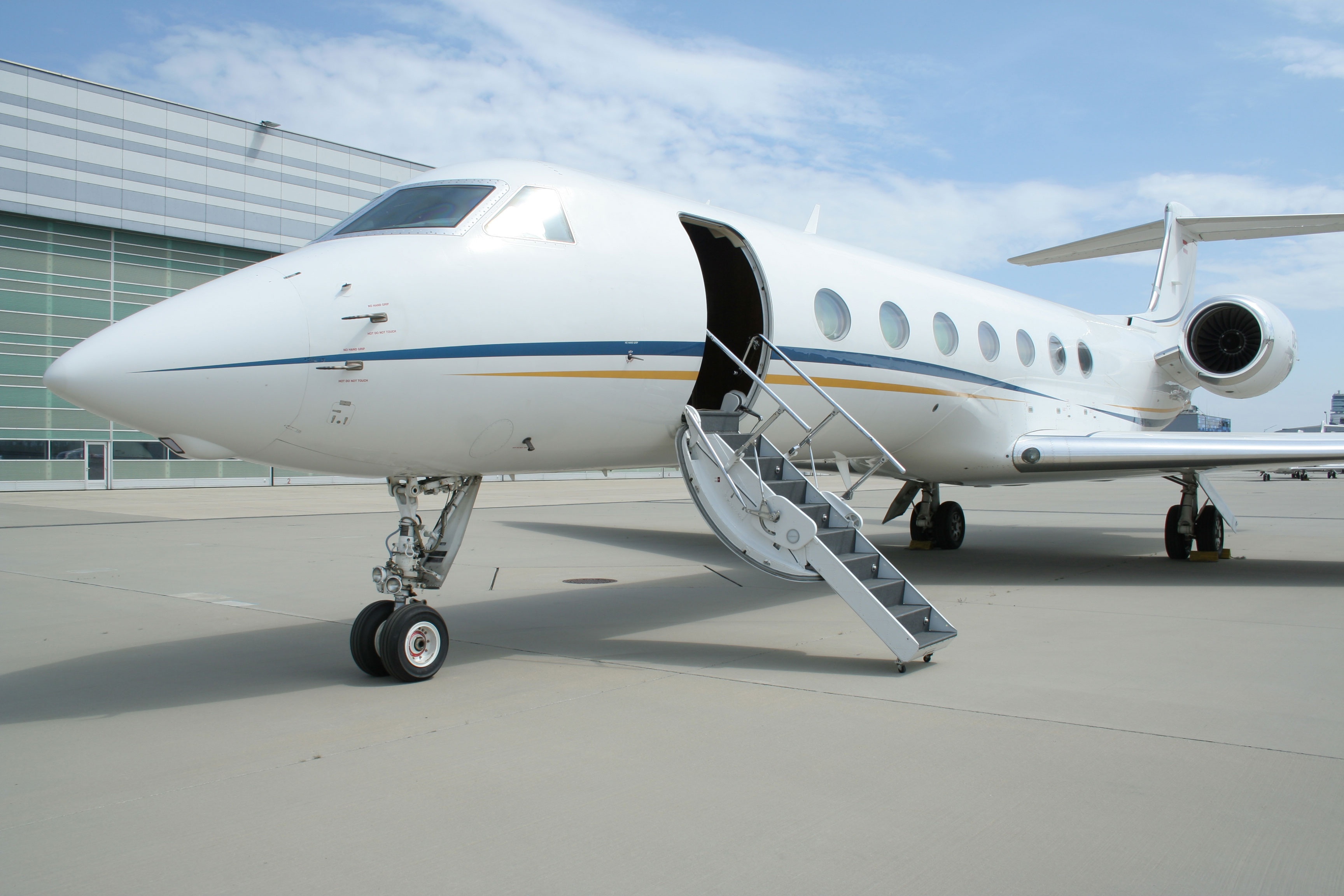
Gulfstream G550, im Management der Privatfluggesellschaft Avcon Jet

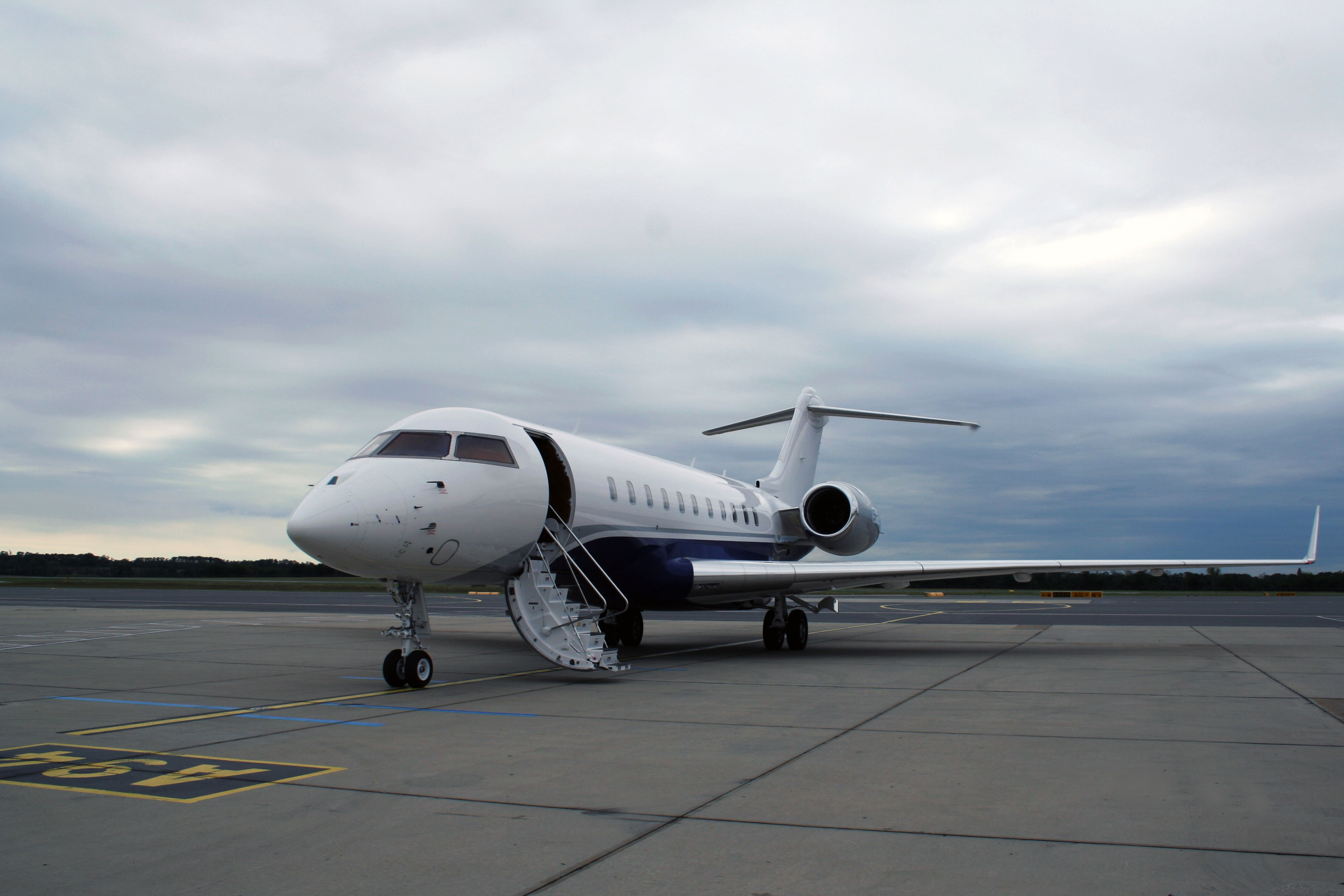
Bombardier Global 5000, im Management der Privatfluggesellschaft Avcon Jet

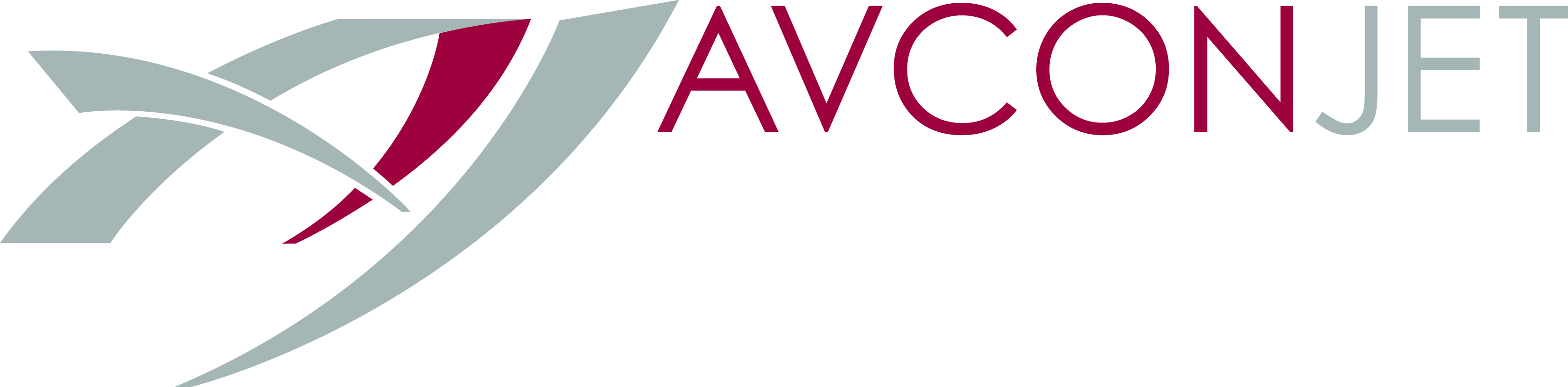
Avcon Jet Logo

- Boeing 737-700 (BBJ)
- Bombardier Learjet 40XR
- Bombardier Learjet 75
- Bombardier Learjet 60XR
- Bombardier Challenger 350
- Avcon Jet LogoBombardier Challenger 604
- Bombardier Challenger 650
- Bombardier Global 5000
- Bombardier Global 6000
- Bombardier Global 6500
- Bombardier Global 7500
- Bombardier Global XRS
- Cessna Citation CJ
- Cessna Citation CJ2
- Cessna M2
- Cessna Citation CJ4
- Cessna Citation XLS+
- Cessna Citation X
- Dassault Falcon 7X
- Dassault Falcon 900EX
- Dassault Falcon 2000LX
- Dassault Falcon 2000EX
- Embraer Phenom 100
- Embraer Praetor 600
- Embraer Legacy 600
- Embraer Legacy 650
- Gulfstream G200
- Gulfstream G280
- Gulfstream G450
- Gulfstream G550
- Gulfstream G650

### Flotte
Die Flotte der Avcon Jet Malta besteht aus acht Flugzeugen mit einem Durchschnittsalter von neun Jahren.
- 3 Bombardier BD-700-1A11 Global 5000
- 1 Bombardier BD-700-1A10 Global 6000
- 1 Gulfstream Aerospace G650
- 1 Gulfstream Aerospace GVI (G650)
- 1 Dassault Falcon 2000LX
- 1 Cessna Citation XLS